# Сегюра, Луи
Луи Сегюра (фр. Louis Ségura; 23 июля 1889, Сиди-Бель-Аббес — 1963) — французский гимнаст, призёр летних Олимпийских игр.
На Играх 1908 в Лондоне Сегюра участвовал в личном первенстве, в котором он занял третье место с результатом 297,00 очков. На Олимпиаде 1912 в Стокгольме он снова соревновался в этой дисциплине, и на этот раз занял вторую позицию.